# Palast des Dux Ripae

Plan des Palastes, die rot gekennzeichneten Räume hatten bemalte Decken

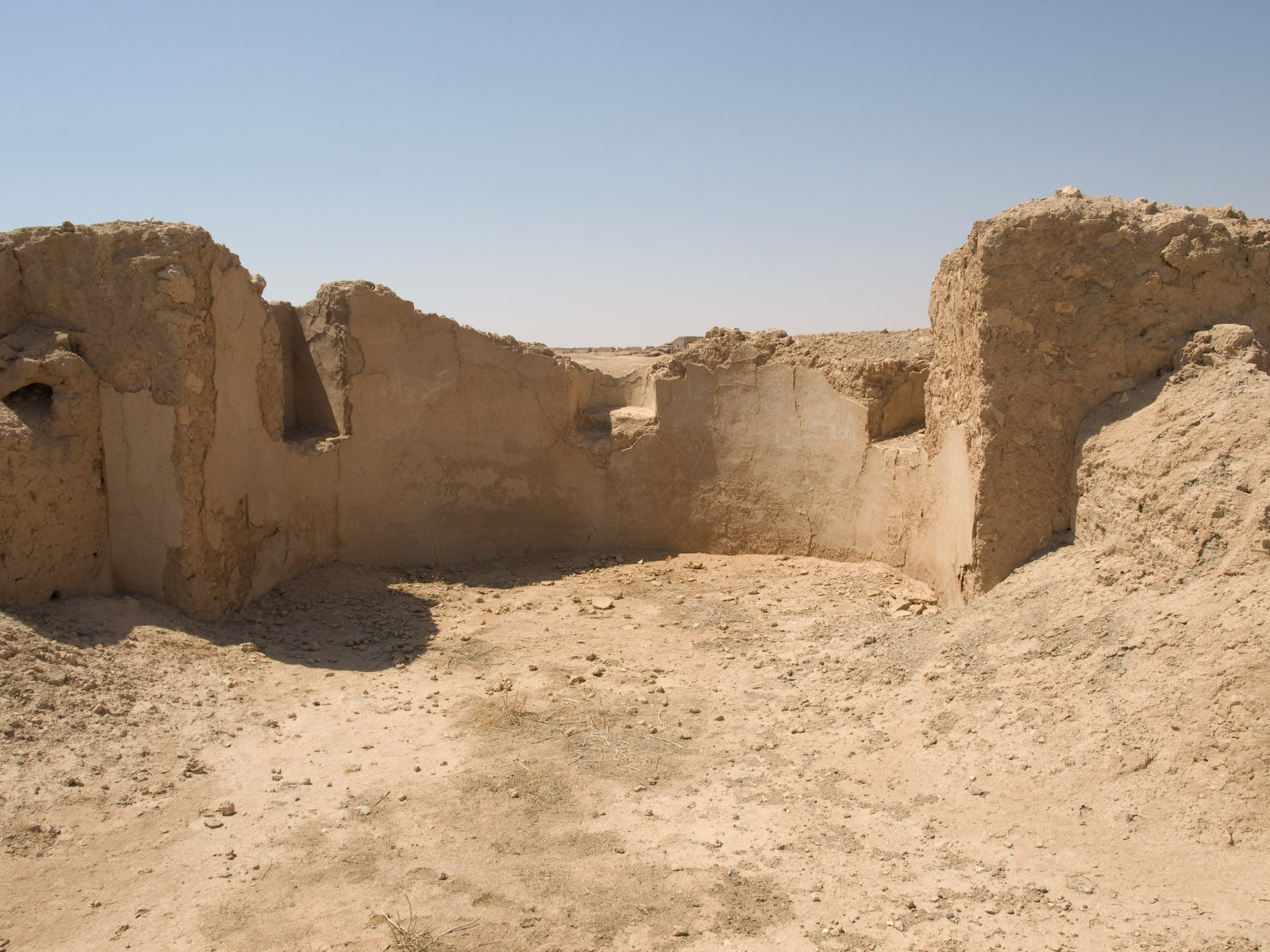
Apsis im Palast

Der Palast des Palast des Dux Ripae war das größte und wichtigste Gebäude der römischen Kaiserzeit in Dura Europos.
Der Palast war etwa 87,5 m lang und 62,5 m breit. Das Gebäude lag im Nordosten der Stadt direkt am Euphrat, hoch über diesem liegend. Der Eingang befand sich im Süden. Von dort gelangte man in eine große Palästra (30,78 m × 30,78 m) mit jeweils zehn Säulen an jeder Seite. Hier befand sich auch eine Exedra, in der eventuell Recht gesprochen wurde. In diesem Hof fanden sicherlich auch zeremonielle Ereignisse und diplomatische Empfänge statt.
Vom ersten Hof führte ein Tor zu einem großen Peristyl (25,16 m × 22,71 m). Um dieses Peristyl waren so gut wie alle weiteren Räume des Palastes angeordnet. Zur Flussseite hin gab es schließlich eine Terrasse, auf die sich auch Privaträume orientierten. Hier gab es drei Wohneinheiten. Bei den anderen um das Peristyl geordneten Räumen handelt es sich meist um einzelne Räume, nur im Westen lag noch eine Raumgruppe, die wohl auch als Wohneinheit diente. Zu dem Bau gehörte auch ein eigenes Bad. Das Gebäude war aus Lehm errichtet worden. Ein großer Teil der Räume hatte gewölbte Decken. Das Dach des Palastes insgesamt war flach. Die Wände und Decken waren einst verputzt und teilweise bemalt. An den Decken befanden sich diverse Kassettenmuster, an den Wänden fanden sich Paneele und Marmorimitationen. Auf den Wänden fanden sich dazu zahlreiche Inschriften.
Auf Graffiti wird mehrmals der dux ripae Domitius Pompeianus genannt, der offensichtlich in der mittleren und größten Raumgruppe, die sich zur Terrasse öffnete, wohnte. In den anderen Wohneinheiten haben wohl Untergebene gelebt. Die Funktion der anderen Räume um den Hof ist dagegen unklar, einige haben vielleicht als Ställe gedient. Das ganze Gebäude war also die offizielle Residenz dieses hohen Beamten, dem die Verwaltung der syrischen Grenzen, aber wohl auch die Stadtverwaltung von Dura Europos unterstand.
Nach Inschriften wurde der Palast unter Elagabal (218–222  n. Chr.) errichtet und stand sicherlich bis zur Eroberung von Dura Europos durch die Sassaniden im Jahr 256.
Der Palast entspricht dem Typ einer römischen Portikusvilla mit etwas verkleinerten Eckrisaliten und ist damit ein typisches römischen Gebäude. Nur das flache Dach folgte eher lokalen Traditionen.